# Пенн, Зак
Зак Пенн (англ. Zak Penn, род. 23 марта 1968 года) — американский сценарист, продюсер, актёр и режиссёр.

## Биография
Окончил Уэслианский университет в 1990 году.

## Фильмография
| Год       |   | Русское название             | Оригинальное название | Роль                            |
| --------- | - | ---------------------------- | --------------------- | ------------------------------- |
| 1993      | ф | Последний киногерой          | The Last Action Hero  | сценарист                       |
| 1999      | ф | Инспектор Гаджет             | Inspector Gadget      | сценарист                       |
| 2003      | ф | Люди Икс 2                   | X2                    | сценарист                       |
| 2004      | ф | Охотник на убийц             | Suspect Zero          | сценарист                       |
| 2004      | ф | Инцидент на Лох-Нессе        | Incident at Loch Ness | сценарист, продюсер, режиссёр   |
| 2005      | ф | Электра                      | Elektra               | сценарист                       |
| 2006      | ф | Люди Икс: Последняя битва    | X-Men: The Last Stand | сценарист                       |
| 2007      | ф | Штука                        | The Grand             | сценарист, режиссёр, продюсер   |
| 2008      | ф | Невероятный Халк             | The Incredible Hulk   | сценарист                       |
| 2011—2012 | с | Люди Альфа                   | Alphas                | автор идеи, продюсер, сценарист |
| 2012      | ф | Мстители                     | The Avengers          | сценарист                       |
| 2018      | ф | Первому игроку приготовиться | Ready Player One      | сценарист                       |
| 2021      | ф | Главный герой                | Free Guy              | сценарист                       |